# Fantasy Island (Fernsehserie, 1998)
Fantasy Island ist eine 13-teilige US-amerikanische Fantasy-Fernsehserie über einen mit magischen Kräften begabten Millionär auf einer tropischen Ferieninsel, die von 1998 bis 1999 in einer Staffel produziert wurde. Sie ist ein Remake der gleichnamigen Fernsehserie, die von 1977 bis 1984 mit großem Erfolg und Ricardo Montalbán in der Hauptrolle produziert wurde. Dessen Part als Mr. Roarke übernahm nun Malcolm McDowell.

## Produktion und Konzept
1998 entschied sich ABC zur Produktion einer Nachfolgeserie, in der nun Malcolm McDowell die Rolle des Roarke übernahm – meist in Schwarz gekleidet. Die Serie sollte mit schwarzem Humor punkten. Anders als in der Originalserie war hier schon von Anfang an klar, dass Roarke und seine Mitarbeiter über übernatürliche Fähigkeiten verfügen. Neue Charaktere wurden erschaffen, wie die schöne Formwandlerin Ariel, die auch für die Erschaffung der magischen Welten auf der Insel verantwortlich war.
Die Folgen begann immer mit Personen, die durch einen Zufall in ein mysteriöses Reisebüro kamen, wo man ihnen eine Reise nach Fantasy Island anbot, um ihre Probleme zu lösen.
Es gab immer wieder Anspielungen auf die alte Serie, aber dennoch wollte sich der frühere Erfolg nicht einstellen. Wegen mangelnder Einschaltquoten wurde die Serie bereits nach 13 Folgen wieder eingestellt, so dass geplante, durchgängige Handlungsstränge nicht zu Ende geführt wurden.

## Episodenliste
| 1. Das andere Reisebüro |
| 2. Die neuen Gäste      |
| 3. Geheimnisvoller See  |
| 4. Ezra, der Geist      |
| 5. Das zweite Ich       |
| 6. Meisters Rache       |
| 7. Zukunftsträume       |
| 8. Mädchen für alles    |
| 9. Erfüllte Träume      |
| 10. Loslassen           |
| 11. Nicht schuldig      |
| 12. Wahre Liebe         |
| 13. Die Helden          |

## Auszeichnungen
Die Serie wurde 1999 für den Emmy und den Golden Reel Award nominiert.

## Remakes
2020 wurde mit Fantasy Island das Grundkonzept der Serie als Horrorfilm variiert, in dem Michael Peña die Rolle des Mr. Roarke übernahm. 2021 startete ein weiteres Serien-Reboot, mit Roselyn Sánchez als Elena Roarke.